# Zelinkaderes submersus
Zelinkaderes submersus is een soort in de taxonomische indeling van de stekelwormen.
De diersoort behoort tot het geslacht Zelinkaderes en behoort tot de familie Zelinkaderidae. De wetenschappelijke naam van de soort werd voor het eerst geldig gepubliceerd in 1969 door Gerlach.